# Gualther Furtado
Gualther Furtado (6. veljače 1995.) je zelenortski rukometaš. Nastupa za klub A.A. Avanca i zelenortsku reprezentaciju.
Natjecao se na Svjetskom prvenstvu u Egiptu 2021., gdje je reprezentacija Zelenortske Republike završila na posljednjem, 32. mjestu. Za reprezentaciju je 5 pogodaka i to 15. siječnja 2021. protiv Mađarske, kada je njegova momčad izgubila rezultatom 27:34.